# 風祭竜二
風祭 竜二（かざまつり りゅうじ、1944年1月21日 - ）は、日本の切り絵作家である。神奈川県横浜市出身。本名、藤平英毅。
切画を得意とする。
作品で最も特徴的なのは、その緻密さと色彩の豊かさである。丹念に描かれた下絵の下に黒紙を敷いて小刀で切り出す「墨切」続いて数ミリ単位の繊細な輪郭線まで丁寧に切り出された紙の裏側から無数の色紙を差し込んで彩色する。光や奥行きのグラデーションを表現するために使われる色は200色以上にも及ぶ。
主に作品の題材とするのは、各地の神社・仏閣や祭、歌舞伎・文楽・仏画等日本の伝統文化や日本人の心を表現するもの。作品は、版画や染物、大規模な陶板壁画などにも応用されている。
風祭竜二　http://www.kiriga.net/

## 年譜
- 1974年 切画家として登場。「今東光極道辻説法」挿絵担当
- 1975年 「天皇ご在位五十周年記念特別グラフ」皇居絵図
- 1978年 大阪丸ビルギャラリー「日本の祭り展」開催
- 1980年 「日本の祭り」1980年～1984年（明治神宮外苑）切画ポスター制作
- 1981年 浅草・宮本卯之助商店ギャラリーにて『THE MATSURI』展開催
- 1982年 フジサンケイレディスクラシック「優勝盾用切画」制作 町田大丸百貨店・新宿京王百貨店「日本の祭り展」開催
- 1983年 CBN TV 「BEYOND THE HORI ZOU」全米放映 滋賀県「多賀大社」制作 相模原市「日本の祭り展」開催
- 1984年 切画仏「十二神将」「十二天」「二十八部衆」制作
- 1985年 銀座ニューメルサ「竜二新作展四国霊場展」開催銀座プランタン「武者絵展」開催
- 1986年 CNN. TV「日本の正月」「武者絵展」放映 護国寺「寺の四季」制作
- 1986年 「四国八十八ヶ所霊場」護国寺特別展
- 1986年 「日本の祭り」50点 成田山新勝寺「春・夏・秋」3部作制作
- 1987年 「花曼陀羅」制作 無量寺「寺の四季」制作
- 1988年 東京都中央卸売市場渡り廊下用「切画・野菜かぞえうた」制作
- 1989年 東京歌舞伎座にて切画染め「歌舞伎」制作発表 茨城県「鹿島神宮」制作
- 1990年 「相模原市「日本の祭り展」開催 切画仏「阿弥陀如来」制作
- 1990年 相模原市消防本部「梯子乗り」制作 旅行読売「日本の歴史町」50景 茨城県古河市「提灯竿もみまつり」制作
- 1990年 真言宗豊山派興教大師八百五十年御遠忌 切画「長谷寺」制作
- 1991年 切画仏「二十八部衆」制作着手版画「長谷寺」発表「尾上梅幸歌舞伎の世界 切画歌舞伎六景」発表
- 1992年 総本山バチカン・ローマ教皇に版画「長谷寺」献納 パリ・国立ギメ美術館 版画「長谷寺」収蔵
- 1992年 葛飾シンフォニーホールギャラリー「切画塔影まんだら特別展」開催
- 1993年 切画仏「聖観音菩薩」 手塚治虫記念館アートサンドパネル用「蜘蛛の巣」制作
- 1994年 山口県下関「赤間神宮二景」「ザビエル記念聖堂」「瑠璃光寺」制作
- 1995年 東京アメリカンクラブ「風祭展」開催
- 1996年 千葉県「佐原の大祭・秋の山車祭り」制作
- 1997年 千葉県「佐原の大祭・夏の山車祭り」制作 「切画」商標登録 認証日 平成9年7月11日
- 1998年 ウインズ浅草「切画浅草三十六景」完成 陶板「三社祭」「金竜の舞」
- 1999年 切画「千手観音菩薩像」制作 「民話めぐり旅」50点
- 2000年 切画染め「歌舞伎五十六景」制作 切画染版画「四季の群」制作切画「大宮八幡宮之図」「鳥越夜祭之図」制作
- 2000年 東京都杉並区、杉並会館ギャラリーにて「風祭竜二切画の世界展」開催
- 2001年 NHKこんにちはいっと6けん「東京いま人」出演 浅草寺「浅草寺十景」「神田明神大神輿之図」制作
- 2002年 浅草寺「浅草寺十景」2を制作 鹿島神宮「御船祭之図」制作 相模原市凧会館陶板用原画「相模大凧之図」制作
- 2002年 岩手県雫石町にて「風祭竜二切画の世界」展開催
- 2003年 サンケイ新聞シーサイドストーリー 13景制作「皇居二重橋之図」「大賀蓮之図」制作
- 2003年 「凧揚げ七景」制作 相模の大凧センターれんげの里あらいそ収蔵 「相模原市役所春桜之図」制作 相模原市役所収蔵
- 2004年 「大僧正の肖像」「萬蔵院之図」「逆井城址公園之図」「猿島の民話 智姫」「ミューズ」制作
- 2004年 茨城県坂東市にて「風祭竜二切画の世界」展開催 「長谷寺桜之図」中外日報社 切画散華製作「大賀蓮」「仏頭」「牡丹」
- 2005年 「逆井城址公園之図」「猿島の民話 智姫」「ミューズ」坂東市収蔵 浅草寺「浅草寺十景」3を制作
- 2005年 新潟県与板町「十五夜祭り山車」「神幸祭」屏風絵製作 中外日報社 切画散華製作「福寿草」「小鳥」「桜」
- 2005年 「東大寺二月堂裏参道桜之図」大江戸温泉物語 浴衣デザイン開始
- 2006年 中外日報社 切画散華製作「藤」「芍薬」「鈴蘭」「田嶋隆純大僧正の肖像」
- 2007年 「桃太郎之図」「金太郎之図」二景製作「水仙」「鳳凰」「桔梗」「武田信玄」「雪割草之図」「直江兼続公之像」「皇居之図」
- 2008年 「文楽シリーズ」制作開始 「紅白梅図」中外日報散華「松」「龍」「梅」「梅と猫之図」「如意輪観音像」
- 2009年 「文楽シリーズ三十三景」制作
- 2010年 丸の内オアゾ　丸善本店ギャラリーにて個展開催　浅草寺に「浅草寺十景」奉納　読売新聞「顔」掲載
- 2011年 雨引観音「雨引山楽法寺全景之図」制作
- 2012年 東覚寺「東覚寺全景図」制作
- 2013年 東覚寺 (東京都北区)「東覚寺の四季」「畜霊観音像」制作　NHKまるごと知りたい！A to Z　日本の祭に出演
- 2014年 金剛院伽藍整備成満記念　切画文字「あみだにょらいこんぽんだらに」制作
- 2015年 雨引観音「雨引観音の四季」制作　雨引観音本坊にて「風祭竜二切画の世界展」開催
- 2016年 中禅寺 (日光市)　日光輪王寺別院中禅寺立木観音堂「十一面観音菩薩像」開山1250年記念奉納 「日光輪王寺別院中禅寺山門之図」制作
- 2016年 TOKYO PACK2016 東京国際包装展 出展
- 2017年 ボーイング787と富士之図
- 2018年 中目黒八幡神社之図制作
- 2019年 NHKパラリンピック応援CMに作品提供
- 2020年 真言宗豊山派蓮華山金剛院 全景図　弥勒菩薩坐像制作
- 2021年 真言宗豊山派武王山安養院 六観音制作開始　真言宗豊山派雨引観音にて三人展
- 2022年 切画文字「般若心経」制作　大宮八幡宮 仕事お守り制作
- 2023年 安養院六観音立像完成屏風仕立とする　富士山シリーズ制作
- 2024年 小豆島甘露寺薬師三尊像制作開始
- 2025年 岡山学芸館高等学校にて切画教室開催　江戸神輿之図制作開始

## 主な作品収蔵先
- 真言宗豊山派大本山護国寺（切画 護国寺の四季、四国八十八ヶ所霊場、1986年）
- 真言宗豊山派宗務所 （切画、長谷寺　1990年）
- 真言宗豊山派総本山長谷寺 (切画純金板経「般若心経」　1992年）
- 総本山ヴァチカン (版画、長谷寺、1992年）
- 曹洞宗石雲山龍音寺 （切画、聖観音菩薩像、1993年）
- フランス国立ギメ美術館 (版画、長谷寺、1992年）
- カナダ・スカボロ市（版画、歌舞伎、1992年）
- 相模原市 (切画、凧揚げ七景、相模原市役所春桜之図、2003年その他多数）
- 相模原市消防本部（切画、梯子乗り、1990年）
- 千葉県香取市（切画、佐原の大祭・夏の山車祭り、1997年）
- 茨城県坂東市（切画、逆井城址公園之図、猿島の民話智姫、ミューズ全景、2005年）
- 多賀大社 （切画、多賀大社、1983年）
- 大宮八幡宮 (杉並区) （切画、大宮八幡宮之図、2000年　切画、神門之図2010年）
- 神田明神 (切画、神田明神大神輿之図、2001年）
- 三菱金属株式会社　現 三菱マテリアル株式会社（切画、三菱金属大阪精練所、1989年）
- 山口日産ディーゼル(切画、ザビエル記念聖堂、萩之図、錦帯橋、瑠璃光寺、赤間神宮1992年）
- 銀座プランタン(切画、武者絵、1985年）
- ウインズ浅草 (切画、浅草三十六景、陶板、三社祭、金龍の舞1999年）
- 浅草寺（切画 浅草寺十景）
- 長岡市兼続お船ミュージアム（切画、直江兼続公之肖像　2009年）
- 国際雪割草協会（切画、雪割草之図　2014年）
- 雨引観音（切画 雨引観音全景之図、雨引観音之四季、その他）
- 中目黒八幡神社　中目黒八幡神社之図

その他、寺院多数

## 著作リスト
- 「THE MATURI」（作品集、ビッグ社、1981年）
- 「さるかにかっせん、はなさかじいさん」(多湖輝、金田一春彦、高橋健二監修 童話、集英社1984年）
- 「四国八十八ヶ所霊場」「高野山・二景」（作品集、毎日新聞社、1986年）
- 「ママお話きかせて 舌きりすずめ、天にがんがん地にどうどう」（松谷みよ子原作 童話、小学館、2002年）
- 杉並区広報ビデオ「風祭竜二切画の世界」（ビデオ、毎日映画社、1999年）